# 鄭孝穆
鄭 孝穆（てい こうぼく、生没年不詳）は、北魏から北周にかけての政治家・軍人。『北史』では諱を道邕、字を孝穆とする。本貫は滎陽郡開封県。

## 経歴
北魏の范陽郡太守の鄭瓊（鄭儼の兄）の子として生まれた。父や叔父たち4人はともに早く亡くなり、孝穆が兄弟の中でもっとも年長であったので、弟たちを教育した。525年、太尉行参軍を初任とし、司徒主簿に転じた。仮節・龍驤将軍・別将に任ぜられて、しばしば戦功を挙げた。永安年間、冠軍将軍・持節・都督に転じた。元天穆の下で邢杲を討ち、驃騎将軍・左光禄大夫・太師咸陽王長史に進んだ。534年、孝武帝の入関に従い、司徒左長史に任ぜられ、臨洮王の友を兼ね、永寧県侯の爵位を受けた。
539年、行武功郡事をつとめ、使持節・本将軍に転じた。都督岐州諸軍事・岐州刺史を代行した。通直散騎常侍の位を加えられた。長安に召還されて京兆尹となった。
549年、南朝梁の岳陽王蕭詧が西魏に帰順すると、使者として孝穆が選ばれた。550年、孝穆は仮の散騎常侍となり、蕭詧を梁王に封じる使者として立った。帰還すると、車騎大将軍・儀同三司に進み、散騎常侍の位を加えられた。宇文泰が東魏を討つと、孝穆は大丞相府右長史となり、金郷県男に封ぜられた、西魏軍が潼関に到着すると、宇文泰は孝穆と左長史長孫倹・司馬楊寛・尚書蘇亮・諮議劉孟良らに軍務を分掌させた。孝穆は西魏に帰順した関東の人士を推薦して、人品や才能に応じて任用させた。大将軍達奚武が漢中を攻略すると、孝穆が梁州刺史となったが、病のため赴任できなかった。中書令に任ぜられ、宇文氏の姓を賜った。まもなく病のため免官された。
557年、北周が建国されると、驃騎大将軍・開府儀同三司の位を加えられ、金郷県子に進んだ。宇文護が雍州牧となると、召されて別駕とされたが、病を理由に固辞した。560年、御伯中大夫となり、御正に転じた。563年、宜州刺史として出向し、華州刺史に転じた。565年、虞州刺史に任ぜられ、陝州刺史に転じた。病が重くなり、しばしば引退を請願した。長安に召還されて少司空となった。在官のまま死去した。享年は60。本官に加えて鄭梁北豫三州刺史の位を追贈された。諡は貞といった。581年、隋が建国されると、大将軍・徐兗等六州刺史の位を追贈され、文と改諡された。

## 子女
- 鄭詡（後嗣、開府儀同三司・大将軍・邵州刺史・金郷県子）
- 鄭訳
- 鄭誠（鄭善果の父、開封県公）
- 鄭詮（唐の許昌県伯）
- 元則（元均の子）の妻

## 伝記資料
- 『周書』巻35 列伝第27
- 『北史』巻35 列伝第23